# Каркасон
Каркасон или Каркасона (фр. Carcassonne, оксит. Carcassona) је град на југу Француске у департману Од у области Лангдок. Познат је по свом утврђеном граду који се од 1997. године налази на листи УНЕСКО-ве светске баштине. Град се налази на око 90 км југоисточно од Тулуза, на реци Од, на месту на ком се укрштају стари каравански путеви коришћени још у доба Римљана.

## Историја
Прво насеље на подручју Каркасона датирано је око 3500. године п. н. е., али насеље на брду Карсак постаје значајна пијаца у 5. век п. н. е. Римљани утврђују брдо Карсак око 100. п. н. е., а насеље се назива Јулија Карсако (Julia Carsaco), а касније краће Каркасум (Carcasum), остаци те римске утврде и дан данас чине главни део северних бедема утврде.
Град је са породицом Тренкавела (која је владала њиме) био главно упориште катара, због чега га је Симон де Монфорт опсео током Албижанског похода. Град се предао 15. августа 1209. године, а Монфорт је наредио да се Тренкавели побију, након чега је он постао нови виконт. Када су крсташи освојили Каркасон становништву су отели сву имовину и протерали их голе из града. Каркасон од тада постаје главна француска погранична утврда према краљевини Арагон. Град долази под директну в ласт француске круне, а 1247. године Луј IX оснива нови део града са друге стране реке.
Средином XIX века стара тврђава је била предвиђена за рушење, али је захваљујући градоначелнику Жан Пјер Крос Мејревилу и писцу Просперу Меримеу њено рушење спречено и отпочела је реконструкција утврде. Радови су отпочели 1853. године по нацртима Еугена Виола ле Дука, које је након његове смрти 1879. године довршио његов ученик Пол Боснилвалд.

## Економија
Главни индустријски производи Каркасона су обућа, гума и текстил, док је град седиште области познате по производњи вина. Међутим, најзначајнија привредна грана је ипак туризам, јер се процењује да град односно његову утврду годишње посети око 3.000.000 туриста.

## Географија

### Положај
Каркасон се налази на југу Француске, око 80 километара источно од Тулуза. Његова стратешка локација између Атлантског океана и Средоземног мора позната је још од неолитика.
Површина града је око 65 km², што је знатно веће од бројних малих градова у департману Од. Реке Од, Фрекел и Канал ди Миди теку кроз град.

### Клима
| Клима (Каркасон)            | Клима (Каркасон) | Клима (Каркасон) | Клима (Каркасон) | Клима (Каркасон) | Клима (Каркасон) | Клима (Каркасон) | Клима (Каркасон) | Клима (Каркасон) | Клима (Каркасон) | Клима (Каркасон) | Клима (Каркасон) | Клима (Каркасон) | Клима (Каркасон) |
| Показатељ \ Месец           | .Јан.            | .Феб.            | .Мар.            | .Апр.            | .Мај.            | .Јун.            | .Јул.            | .Авг.            | .Сеп.            | .Окт.            | .Нов.            | .Дец.            | .Год.            |
| --------------------------- | ---------------- | ---------------- | ---------------- | ---------------- | ---------------- | ---------------- | ---------------- | ---------------- | ---------------- | ---------------- | ---------------- | ---------------- | ---------------- |
| Апсолутни максимум, °C (°F) | 21,1 (70)        | 23,6 (74,5)      | 27,3 (81,1)      | 31 (88)          | 35,2 (95,4)      | 39,8 (103,6)     | 40,2 (104,4)     | 41,9 (107,4)     | 36,4 (97,5)      | 31 (88)          | 26,2 (79,2)      | 22,4 (72,3)      | 41,9 (107,4)     |
| Средњи максимум, °C (°F)    | 9,2 (48,6)       | 10,8 (51,4)      | 13,3 (55,9)      | 16,1 (61)        | 20 (68)          | 24,4 (75,9)      | 27,9 (82,2)      | 26,9 (80,4)      | 24,1 (75,4)      | 19 (66)          | 13 (55)          | 9,8 (49,6)       | 17,9 (64,2)      |
| Просек, °C (°F)             | 5,9 (42,6)       | 7,2 (45)         | 9,1 (48,4)       | 11,7 (53,1)      | 15,3 (59,5)      | 19,1 (66,4)      | 22,1 (71,8)      | 21,5 (70,7)      | 19 (66)          | 14,8 (58,6)      | 9,6 (49,3)       | 6,7 (44,1)       | 13,5 (56,3)      |
| Средњи минимум, °C (°F)     | 2,7 (36,9)       | 3,7 (38,7)       | 4,9 (40,8)       | 7,4 (45,3)       | 10,5 (50,9)      | 13,8 (56,8)      | 16,3 (61,3)      | 16,1 (61)        | 13,9 (57)        | 10,7 (51,3)      | 6,1 (43)         | 3,5 (38,3)       | 9,1 (48,4)       |
| Апсолутни минимум, °C (°F)  | −12,5 (9,5)      | −15,2 (4,6)      | −7,5 (18,5)      | −1,6 (29,1)      | 0,9 (33,6)       | 6 (43)           | 8,4 (47,1)       | 8,2 (46,8)       | 2,9 (37,2)       | −2 (28)          | −6,8 (19,8)      | −12 (10)         | −15,2 (4,6)      |
| Количина падавина, mm (in)  | 67,3 (26,5)      | 67,7 (26,65)     | 64,8 (25,51)     | 71,5 (28,15)     | 62,3 (24,53)     | 43 (16,9)        | 29,1 (11,46)     | 43,2 (17,01)     | 46,1 (18,15)     | 74 (29,1)        | 56,7 (22,32)     | 69,4 (27,32)     | 695,1 (273,66)   |
| [ тражи се извор ]          |                  |                  |                  |                  |                  |                  |                  |                  |                  |                  |                  |                  |                  |

## Демографија
| 1962.  | 1968.  | 1975.  | 1982.  | 1990.  | 1999.  | 2011.  |
| ------ | ------ | ------ | ------ | ------ | ------ | ------ |
| 40.897 | 43.616 | 42.154 | 41.153 | 43.470 | 43.950 | 47.268 |

## Партнерски градови
- Егенфелден
- Baeza
- Талин

## Галерија
- Зидине старог града
- Зидине старог града
- Катедрала св. Винсента
- Канал ди Миди у Каркасону